# Fleece
Fleece, eng. fårepels eller fåreuld, korrekte oprindelige betegnelse Polar Fleece ®. I 1979 opfundet af den amerikanske virksomhed Malden Mills. Man vidste ikke på daværende tidspunkt at varemærket ville give ophav til en tøjtype. Er fremstillet af en type plastic -mikrofibre, og kan bl.a. fremstilles af brugte plastic (PET) flasker. 
Fleecen (udtales "fliis" og ikke "flis") har nogle af uldens bedste egenskaber, heraf navnet, og er stort set uovertruffen i isoleringsegenskaber pga. dens høje luftindhold (kun luft kan varmeisolere). Bruges primært til trøjer men også bukser, undertøj, vanter, huer m.m.
Findes primært i 4 tykkelser: Microfleece, 100, 200, 300, med 300 som den tykkeste kvalitet.

## Fordele
- Blødt og meget varmeisolerende
- Hydrofob, hvilket betyder at det tørrer meget hurtigt, er varmeisolerende også når det er vådt. Kan kun opsuge ca 1% af sin vægt i vand
- Er åndbart dvs. svedtransporterende. Sved transporteres hurtigt ud til overfladen og fordamper. Anvendes derfor som mellemlag i 3-lagsteknikken
- Nemt at vedligeholde og vaske
- Meget let

## Ulemper
- Kan ødelægges ved vask ved for høj temperatur
- Er brandbart
- Skaber statisk elektricitet
- Partikler, der slides af ved brug og vask, ender som mikroplastik i miljøet[1]